# Šparogovke
Šparogovke (lat. Asparagaceae), biljna porodica jednosupnica iz reda šparogolikih (Asparagales). Obuhvaća brojne rodove i vrste unutar 7 potporodica.
I porodica i red dobili su ime po rodu Asparagus s vrstom (šparoga).

## Osnovno
Asparagaceae, porodica su cvjetnica (red Asparagales) koja obuhvaća više od 2500 vrsta u oko 153 roda. Članovi porodice su gotovo kozmopoliti i posebno su raznoliki u tropskim područjima koja doživljavaju sezonsku sušu. Asparagaceae sadrži niz kulturno i ekonomski važnih biljaka, uključujući mnoge kultne hortikulturne vrste.

## Fizički opis
Iako su biljke iz porodice Asparagaceae genetski povezane, skupina je vrlo raznolika i postoji nekoliko definirajućih fizičkih karakteristika u cijeloj porodici. Većina članova su zeljaste trajnice, a mnogi rastu iz lukovica ili korijena. Brojne su vrste velike i nalik drveću, iako su im debla sastavljena od vlaknastog, a ne drvenastog tkiva, što je razlika koja ih jasno razlikuje od pravog (dvodomnog) drveća. Neke vrste Dracaena i Asparagus mogu se smatrati lijanama, jer se penju kroz šumu ili krošnje grmlja, ali nijedna nema prilagodbu nalik viticama za penjanje. Posebno su rijetke jednogodišnje biljke.
Kao jednosupnice, trakasti listovi imaju paralelne žile i često tvore zbijene rozete ili vijuge. Cvjetovi su općenito upadljivi i imaju identične čašice i latice. Dijelovi cvijeta, uključujući prašnike, su višestruki. Plodovi su suhe kapsule s tri odjeljka ili mesnate bobice. Mnoge vrste imaju vrlo crne sjemenke zbog prisutnosti pigmenta poznatog kao fitomelanin.

## Potporodice i rodovi
Familia Asparagaceae Juss. (3501 spp.)
1. Subfamilia Lomandroideae Thorne & Reveal
  1. Sowerbaea Sm. (5 spp.)
  2. Laxmannia R. Br. (14 spp.)
  3. Xerolirion A. S. George (1 sp.)
  4. Romnalda P. F. Stevens (3 spp.)
  5. Chamaexeros Benth. (4 spp.)
  6. Acanthocarpus Lehm. (7 spp.)
  7. Lomandra Labill. (58 spp.)
  8. Chamaescilla F. Muell. (4 spp.)
  9. Cordyline Comm. ex Juss. (24 spp.)
  10. Trichopetalum Lindl. (2 spp.)
  11. Thysanotus R. Br. (55 spp.)
  12. Eustrephus R. Br. ex Ker Gawl. (1 sp.)
  13. Dichopogon Kunth (5 spp.)
  14. Arthropodium R. Br. (10 spp.)
2. Subfamilia Asparagoideae
  1. Hemiphylacus S. Watson (5 spp.)
  2. Asparagus L. (219 spp.)
3. Subfamilia Nolinoideae Nakai
  1. Tribus Eriospermeae
    1. Eriospermum Jacq. (117 spp.)

  2. Tribus Polygonateae Benth. & Hook. fil.
    1. Disporopsis Hance (12 spp.)
    2. Maianthemum F. H. Wigg. (40 spp.)
    3. Heteropolygonatum M. N. Tamura & Ogisu (13 spp.)
    4. Polygonatum Mill. (79 spp.)
    5. Theropogon Maxim. (1 sp.)
    6. Comospermum Rauschert (1 sp.)

  3. Tribus Dracaeneae
    1. Dracaena Vand. (206 spp.)
    2. Chrysodracon P. L. Lu & Morden (6 spp.)

  4. Tribus Rusceae Dum.
    1. Danae Medik. (1 sp.)
    2. Semele Kunth (2 spp.)
    3. Ruscus L. (6 spp.)

  5. Tribus Ophiopogoneae
    1. Peliosanthes Andrews (61 spp.)
    2. Liriope Lour. (8 spp.)
    3. Ophiopogon Ker Gawl. (81 spp.)

  6. Tribus Nolineae
    1. Dasylirion Zucc. (23 spp.)
    2. Beaucarnea Lem. (13 spp.)
    3. Nolina Michx. (36 spp.)

  7. Tribus Convallarieae Dumort.
    1. Speirantha Baker (1 sp.)
    2. Convallaria L. (1 sp.)
    3. Reineckea Kunth (2 spp.)
    4. Rohdea Roth (29 spp.)
    5. Tupistra Ker Gawl. (40 spp.)
    6. Aspidistra Ker Gawl. (214 spp.)
4. Subfamilia Aphyllanthoideae Lindl.
  1. Aphyllanthes Tourn. ex L. (1 sp.)
5. Subfamilia Agavoideae Herb.
  1. Tribus Anemarrheneae Reveal
    1. Anemarrhena Bunge (1 sp.)

  2. Tribus Behnieae Reveal
    1. Behnia Didr. (1 sp.)

  3. Tribus Herrerieae Baill.
    1. Herreria Ruiz & Pav. (8 spp.)
    2. Herreriopsis H. Perrier (1 sp.)
    3. Clara Kunth (3 spp.)

  4. Tribus Anthericeae Bartl.
    1. Anthericum L. (7 spp.)
    2. Diamena Ravenna (1 sp.)
    3. Diora Ravenna (1 sp.)
    4. Paradisea Mazzuc. (2 spp.)
    5. Trihesperus Herb. (2 spp.)
    6. Diuranthera Hemsl. (4 spp.)
    7. Hagenbachia Nees & Mart. (6 spp.)
    8. Chlorophytum Ker Gawl. (200 spp.)
    9. Leucocrinum Nutt. ex A. Gray (1 sp.)
    10. Echeandia Ortega (85 spp.)

  5. Tribus Hesperocallideae Traub
    1. Hesperocallis A. Gray (1 sp.)

  6. Tribus Chlorogaleae Baker
    1. Hosta Tratt. (29 spp.)
    2. Eremocrinum M. E. Jones (1 sp.)
    3. Chlorogalum (Lindl.) Kunth (3 spp.)
    4. Hooveria D. W. Taylor & D. J. Keil (2 spp.)
    5. Schoenolirion Torr. ex Durand (3 spp.)
    6. Hastingsia S. Watson (3 spp.)
    7. Camassia Lindl. (6 spp.)

  7. Tribus Agaveae Dumort.
    1. Hesperoyucca (Engelm.) Trel. (2 spp.)
    2. Hesperaloe Engelm. (8 spp.)
    3. Yucca L. (52 spp.)
    4. Beschorneria Kunth (7 spp.)
    5. Furcraea Vent. (25 spp.)
    6. Paleoagave Vázquez, Rosales & García-Mor. (1 sp.)
    7. Paraagave Vázquez, Rosales & García-Mor. (1 sp.)
    8. Echinoagave Vázquez, Rosales & García-Mor. (12 spp.)
    9. Polianthes L. (24 spp.)
    10. Manfreda Salisb. (31 spp.)
    11. Prochnyanthes S. Watson (1 sp.)
    12. Agave L. (229 spp.)
6. Subfamilia Brodiaeoideae Traub
  1. Androstephium Torr. (2 spp.)
  2. Muilla S. Watson (5 spp.)
  3. Bloomeria Kellogg (2 spp.)
  4. Triteleia Douglas ex Lindl. (16 spp.)
  5. Triteleiopsis Hoover (1 sp.)
  6. Dichelostemma Kunth (5 spp.)
  7. Brodiaea Sm. (18 spp.)
  8. Jaimehintonia B. L. Turner (1 sp.)
  9. Petronymphe H. E. Moore (2 spp.)
  10. Bessera Schult. fil. (5 spp.)
  11. Xochiquetzallia J. Gut. (4 spp.)
  12. Dandya H. E. Moore (1 sp.)
  13. Milla Cav. (10 spp.)
7. Subfamilia Scilloideae Burnett
  1. Tribus Oziroëeae M. W. Chase, Reveal & M. F. Fay
    1. Oziroe Raf. (5 spp.)

  2. Tribus Dipcadieae Speta ex J. C. Manning & Goldblatt
    1. Pseudogaltonia Kuntze (2 spp.)
    2. Dipcadi Medicus (44 spp.)
    3. Battandiera Maire (10 spp.)
    4. Trimelopter Raf. (12 spp.)
    5. Albuca L. (116 spp.)
    6. Iosanthus Mart.-Azorín, M. B. Crespo, M. Pinter, Slade & Wetschnig (1 sp.)
    7. Coilonox Raf. (24 spp.)
    8. Stellarioides Medicus (9 spp.)
    9. Galtonia Decne. (5 spp.)
    10. Ethesia Raf. (5 spp.)
    11. Eliokarmos Raf. (36 spp.)
    12. Avonsera Speta (1 sp.)
    13. Neopatersonia Schönl. (4 spp.)
    14. EIsiea F. M. Leight. (1 sp.)
    15. Nicipe Raf. (44 spp.)
    16. Cathissa Salisb. (3 spp.)
    17. Melomphis Raf. (3 spp.)
    18. Loncomelos Raf. (27 spp.)
    19. Ornithogalum L. (104 spp.)

  3. Tribus Urgineeae Rouy
    1. Bowiea Haw. ex Hook. fil. (1 sp.)
    2. Schizobasis Baker (5 spp.)
    3. Mucinaea M. Pinter, Mart.-Azorín, U. Müll.-Doblies, D. Müll.-Doblies, Pfosser & Wetschnig (1 sp.)
    4. Rhodocodon Baker (19 spp.)
    5. Austronea Mart.-Azorín, M. B. Crespo, M. Pinter & Wetschnig (19 spp.)
    6. Tenicroa Raf. (12 spp.)
    7. Drimia Jacq. (105 spp.)
    8. Zingela N. R. Crouch, Mart.-Azorín, M. B. Crespo, M. Pinter & M. Á. Alonso (1 sp.)
    9. Sagittanthera Mart.-Azorín, M. B. Crespo, A. P. Dold & van Jaarsv. (1 sp.)
    10. Aulostemon Mart.-Azorín, M. B. Crespo, M. Pinter & Wetschnig (1 sp.)
    11. Fusifilum Raf. (15 spp.)

  4. Tribus Massonieae Baker
    1. Schizocarphus Van der Merwe (1 sp.)
    2. Ledebouria Roth (102 spp.)
    3. Eucomis L’Hér. (12 spp.)
    4. Spetaea Wetschnig & Pfosser (1 sp.)
    5. Daubenya Lindl. (8 spp.)
    6. Veltheimia Gled. (2 spp.)
    7. Lachenalia Jacq. (138 spp.)
    8. Namophila U. Müll.-Doblies & D. Müll.-Doblies (1 sp.)
    9. Massonia Thunb. ex L. fil. (26 spp.)

  5. Tribus Pseudoprospereae Manning & Goldblatt
    1. Pseudoprospero Speta (1 sp.)

  6. Tribus Hyacintheae Dumort.
    1. Barnardia Lindl. (1 sp.)
    2. Zagrosia Speta (1 sp.)
    3. Alrawia (Wendelbo) K. Perss. & Wendelbo (2 spp.)
    4. Puschkinia Adams (8 spp.)
    5. Brimeura Salisb. (3 spp.)
    6. Hyacinthus L. (1 sp.)
    7. Pseudomuscari Garbari & Greuter (8 spp.)
    8. Fessia Speta (13 spp.)
    9. Hyacinthoides Heist. ex Fabr. (12 spp.)
    10. Leopoldia Herb. (32 spp.)
    11. Prospero Salisb. (15 spp.)
    12. Hyacinthella Schur (19 spp.)
    13. Muscari Tourn. ex Mill. (56 spp.)
    14. Bellevalia Lapeyr. (77 spp.)
    15. Scilla L. (66 spp.)

## Vanjske poveznice
|  | Zajednički poslužitelj ima još gradiva o temi Asparagaceae |
|  | Wikivrste imaju podatke o taksonu Asparagaceae             |